# Капур, Карина
Карина Капур Хан (хинди करीना कपूर खान, англ. Kareena Kapoor Khan; род. 21 сентября 1980 года, Бомбей, Индия) — индийская киноактриса из кинематографической династии Капур. Является одной из наиболее высокооплачиваемых актрис Индии. Обладательница пяти Filmfare Awards в женских игровых категориях (не считая специальных наград).

## Биография
Карина родилась 21 сентября 1980 года в Бомбее. Она — представитель четвёртого поколения одного из самых влиятельных кланов индийского кино — семьи Капуров. Правнучка Притхвираджа Капура, внучка великого режиссёра и актёра Раджа Капура, дочь Рандхира Капура и актрисы Бабиты, внучатая племянница Шамми Капура и Шаши Капура. Её дяди — актёры Риши Капур и Раджив Капур, а кузен — Ранбир Капур. Её сестра Каришма Капур — тоже актриса.

## Кинокарьера
Карина, вслед за родной сестрой Каришмой, вторая женщина в семье Капуров, которая стала киноактрисой. В предыдущих поколениях Капуров в кино снимались только мужчины, а актрисы, выходившие замуж за представителей семьи, вынуждены были прекращать карьеру, что иногда приводило к конфликтам. Каришма и сама Карина, обладающие «наследственной» капуровской внешностью и склонностью к актёрской игре, нарушили эту традицию.
В 2000 году Карина Капур дебютировала в фильме «Отвергнутые», где её партнёром стал ещё один отпрыск звёздной семьи Абхишек Баччан. Картина принесла ей Filmfare Award за лучшую дебютную женскую роль.
В 2001 году вышел фильм «Очарование любви», где она сыграла вместе с дебютантом Тусшаром Капуром, который принёс прокатчикам огромные сборы и в мгновение её прославил. Другим фильмом того года стал «Воспоминания» в паре с Ритиком Рошаном, провалившийся в прокате. Также она сыграла роль принцессы Каурваки в фильме «Ашока» (другое название «Император»), который также провалился в прокате, несмотря на положительную оценку. Зато мелодрама «И в печали, и в радости» Карана Джохара с успехом прошла в прокате, собрав более 18 миллионов долларов за рубежом.
В 2003 году все шесть фильмов с её участием провалились в прокате. В 2004 году она исправила своё положение в киноиндустрии, когда на экраны вышел фильм «Ночные откровения», где она сыграла молодую «ночную бабочку», которая встретила банкира-вдовца. Фильм имел коммерческий успех и принёс ей специальную премию Filmfare.
В 2006 году вышли фильмы 36 China Town, «Комедия ошибок» и «Омкара», которые имели коммерческий успех. «Омкара» Вишала Бхардваджа являлась хинди-язычной адаптацией шекспировской трагедии «Отелло», чьё действие разворачивается на фоне политической системы Уттар-Прадеш, и в которой Капур сыграла версию Дездемоны. Режиссёр пригласил её на роль после того как увидел её игру в драме «На перекрёстке судеб», поскольку у него не было времени на прослушивания. Карина готовилась к роли, посещая сеансы чтения сценария вместе со остальными актёрами. Премьера фильма состоялась на каннском кинофестивале 2006 года. Он был также показан на международных кинофестивалях в Каире и Марракеше и принёс актрисе четвёртую по счёту награду Filmfare, на сей раз от критиков. В том же году она сыграла небольшую роль мстительницы Камини в начале фильма «Дон. Главарь мафии».
В 2007 году вышла романтическая комедия «Когда мы встретились», где она снялась вместе с тогдашним бойфрендом Шахидом Капур. Фильм имел коммерческий успех и принёс ей Filmfare Award за лучшую женскую роль.
В 2009 году Карина сыграла врача-хирурга, подрабатывающую моделью в комедии «Невероятная любовь», который несмотря на негативные отклики критиков имел коммерческий успех. В том же году комедия «3 идиота», в которой Карина исполнила главную женскую роль, собрала в прокате более 36 миллионов долларов в Индии и почти 20 миллионов долларов в мире, став самым кассовым индийским фильмом и держав за собой это звание в течение 4 лет. В том же году Карина дебютировала как танцовщица в item-номере на песню «Marjaani» к фильму Billu.
В 2011 году вышел фильм «Охранник», где она снялась вместе Салманом Ханом, и «Случайный доступ» («Игра не окончена») — снова в паре с Шахрух Ханом, и оба имели коммерческий успех. В 2012 году она снялась в паре с Имраном Ханом в романтической комедии Ek Main Aur Ekk Tu. Её героиня Риана Браганза — беззаботная женщина, которая напившись, выходит замуж за незнакомца. Фильм имел коммерческий успех. В том же году вышел шпионский боевик «Агент Винод», где она сыграла вместе с мужем Саифом Али Ханом.
Также вышел фильм «Актриса», от роли в котором она первоначально отказалась, но впоследствии вновь получила предложение от режиссёра, когда утверждённая на роль Айшвария Рай покинула проект из-за её беременности. В том же году она появлялась в item-номерах на песни «Chinta Ta» и «Fevisol Se» к фильмам «Честь мундира» и «Бесстрашный снова в бою».
В 2015 году вышел единственный фильм с её участием «Брат Баджранги», где она снова сыграла вместе с Салманом Ханом. Её героиня Расика влюбленна в главного героя и опекает найденную им немую девочку Мунни. Фильм стал самым кассовым фильмом Болливуда за 2015 год. В том же году вышли два фильма, где она появилась в роли камео «Месть вне закона» и «Братья». В первом она сыграла эпизодическую роль жены главного героя, во втором — исполнила танец в музыкальном номере на песню «Mera Naam Mary Hai».
В 2016 году она снялась вместе с Арджуном Капуром в романтической комедии Ki & Ka, о супругах которые поменялись традиционными ролями мужа и жены, который имел коммерческий успех. В том же году она сыграла врача Прит Сахни в драме «Летящий Пенджаб», за которую была номинирована на Filmfare за лучшую женскую роль второго плана.
Её последней на данный момент работой в кино стал фильм «Свадьба лучшей подруги» с участием Сонам Капур и Шикхи Талсания.

## Личная жизнь
В 2004 году начала встречаться с актёром Шахидом Капуром. Эти отношения длились 3 года.
16 октября 2012 года вышла замуж за индийского актёра Саифа Али Хана, с которым состояла в отношениях с 2007. 20 декабря 2016 года Карина родила сына, которого назвали Таймур Али Хан. 21 февраля 2021 года у супругов родился второй сын, Джехангир (Джех) Али Хан.

## Фильмография
| Год  |    | Русское название               | Оригинальное название    | Роль                               |
| ---- | -- | ------------------------------ | ------------------------ | ---------------------------------- |
| 2000 | ф  | Отвергнутые                    | Refugee                  | Назнин Ахмед                       |
| 2001 | ф  | Очарование любви               | Mujhe Kucch Kehna Hai    | Пуджа Саксена                      |
| 2001 | ф  | Воспоминания                   | Yaadein                  | Иша Сингх Пури                     |
| 2001 | ф  | Император                      | Asoka                    | Каурваки                           |
| 2001 | ф  | Коварный незнакомец            | Ajnabee                  | Прия Мальхотра                     |
| 2001 | ф  | И в печали, и в радости        | Kabhi Khushi Kabhie Gham | Пуджа «Пу» Шарма                   |
| 2002 | ф  | Будешь со мной дружить?        | Mujhse Dosti Karoge!     | Тина Капур                         |
| 2002 | ф  | Живи для меня                  | Jeena Sirf Merre Liye    | Пуджа                              |
| 2003 | ф  | В поисках возмездия            | Talaash: The Hunt Begins | Тина                               |
| 2003 | ф  | Как трудно признаться в любви  | Khushi                   | Куши Сингх                         |
| 2003 | ф  | Я схожу с ума от любви         | Main Prem Ki Diwani Hoon | Санжана                            |
| 2003 | ф  | Линия контроля                 | LOC: Kargil              | Симран                             |
| 2003 | ф  | Ночные откровения              | Chameli                  | Чамели                             |
| 2004 | ф  | На перекрестке судеб           | Yuva                     | Мира                               |
| 2004 | ф  | Наставник                      | Dev                      | Аалия                              |
| 2004 | ф  | Игра в любовь                  | Fida                     | Неха Варма                         |
| 2004 | ф  | Противостояние                 | Aitraaz                  | Прия Саксена                       |
| 2004 | ф  | Переполох                      | Hulchul                  | Анжали                             |
| 2005 | ф  | Неверная                       | Bewafaa                  | Анджали Шанхай                     |
| 2005 | ф  | Грустная история любви         | Kyon Ki                  | Доктор Танви Курана                |
| 2005 | ф  | Друзья навсегда                | Dosti: Friends Forever   | Анджали                            |
| 2006 | ф  | Казино Чайна-таун «36»         | 36 China Town            | Прия                               |
| 2006 | ф  | Комедия ошибок                 | Chup Chup Ke             | Шрути                              |
| 2006 | ф  | Омкара                         | Omkara                   | Долли Мишра                        |
| 2006 | ф  | Дон. Главарь мафии             | Don                      | Камини                             |
| 2007 | ф  | Когда мы встретились           | Jab We Met               | Гит Дхилон                         |
| 2008 | ф  | Отчаянные                      | Tashan                   | Пуджа 'Гудия' Сингх                |
| 2008 | мф | Ромео с обочины                | Roadside Romeo           | Лейла, озвучка                     |
| 2009 | ф  | Весёлые мошенники возвращаются | Golmaal Returns          | Экта Дж. Сантоши                   |
| 2009 | ф  | Невероятная любовь             | Kambakkht Ishq           | Симрита «Сим» Рай                  |
| 2009 | ф  | Мистер и миссис Кханна         | Main Aurr Mrs Khanna     | Райна Кханна                       |
| 2009 | ф  | Жертва                         | Kurbaan                  | Авантика Ахуджа / Авантика Кхан    |
| 2010 | ф  | Три идиота                     | 3 Idiots                 | Пия Сахастрабудхе                  |
| 2010 | ф  | Увидимся                       | Milenge Milenge          | Прия                               |
| 2010 | ф  | Я люблю тебя, мамочка!         | We Are Family            | Шрия                               |
| 2010 | ф  | Весёлые мошенники 3            | Golmaal 3                | Дабу                               |
| 2011 | ф  | Телохранитель                  | Bodyguard                | Дивья Ранна                        |
| 2011 | ф  | Случайный доступ               | RA. One                  | Сония «Соня» Субрамани             |
| 2011 | ф  | Я один и ты одна               | Ek Main Aur Ekk Tu       | Риана Браганзе                     |
| 2012 | ф  | Агент Винод                    | Agent Vinod              | Ирам / Таня / Руби                 |
| 2012 | ф  | Истина где-то рядом            | Talaash                  | Рози / Симран                      |
| 2012 | ф  | Бесстрашный снова в бою        | Dabangg 2                | камео в песне «Fevicol Se»         |
| 2012 | ф  | Героиня                        | Heroine                  | Махи Арора                         |
| 2013 | ф  | Упорство в истине              | Satyagraha               | Ясмин                              |
| 2014 | ф  | Красавица, ты любовь моя!      | Gori Tere Pyaar Mein     | Дия Шарма                          |
| 2014 | ф  | Возвращение Сингама            | Singham Returns          | Анви Камат                         |
| 2014 | ф  | Бес в ребро                    | The Shaukeens            | камео                              |
| 2014 | ф  | Счастливый конец               | Happy Ending             | камео                              |
| 2015 | ф  | Месть вне закона               | Gabbar is Back           | Сунайна (камео)                    |
| 2015 | ф  | Братец Баджранги               | Bajrangi Bhaijaan        | Расика                             |
| 2015 | ф  | Братья                         | Brothers                 | камео в песне «Mera Naam Mary Hai» |
| 2016 | ф  | Он и Она                       | Ki & Ka                  | Кия                                |
| 2016 | ф  | Летящий Пенджаб                | Udta Punjab              | доктор Прит Сахни                  |
| 2018 | ф  | Свадьба лучшей подруги         | Veere Di Wedding         | Калинди Пури                       |
| 2019 | ф  | Хорошие новозди                | Good Newwz               | Дипти Батра                        |
| 2020 | ф  | Английская школа               | Angrezi Medium           | Найна Кохли                        |
| 2022 | ф  |                                | Laal Singh Chaddha       | Кармаджит                          |